# Sébastien Oprandi
Sébastien Oprandi (né le 18 avril 1976 à Gap dans les Hautes-Alpes) est un joueur français de hockey sur glace.

## Carrière de joueur
En 1993, il commence sa carrière dans son club formateur des Rapaces de Gap en Ligue Magnus. Après 2 saisons à Gap, il part en Gironde dans le club des Dogues de Bordeaux en Division 1. Il contribue à la montée du club girondin en Ligue Magnus. En 1998, il rejoint l'Anglet Hormadi Élite, puis 2 saisons plus tard, il joue pour les Ducs d'Angers et les Brûleurs de Loups de Grenoble. En 2002, il part en Bretagne dans le club des Albatros de Brest. Il a tout connu avec ce club, la Ligue Magnus, le dépôt de bilan fin 2004, l'accession en Division 2. De 2008 à 2016, il est le manager général du club breton et est nommé entraîneur pour la saison 2011-2012.

## Carrière internationale
Il a représenté l'Équipe de France de hockey sur glace au Championnat d'Europe junior de hockey sur glace en 1993 et 1994. 
Il a participé au Championnat du monde junior de hockey sur glace 1995 et au Championnat du monde junior de hockey sur glace 1996.

## Statistiques
Pour les significations des abréviations, voir Statistiques du hockey sur glace.

### En club
| Saison    | Équipe                        | Ligue        |    | Saison régulière | Saison régulière | Saison régulière | Saison régulière | Saison régulière |    | Séries éliminatoires | Séries éliminatoires | Séries éliminatoires | Séries éliminatoires | Séries éliminatoires |
| Saison    | Équipe                        | Ligue        | PJ | B                | A                | Pts              | Pun              | PJ               | B  | A                    | Pts                  | Pun                  |                      |                      |
| 1993-1994 | Rapaces de Gap                | Ligue Magnus | 13 | 5                | 1                | 6                | 8                | 2                | 0  | 0                    | 0                    | 0                    |                      |                      |
| 1994-1995 | Rapaces de Gap                | Division 1   | 25 | 10               | 7                | 17               | 32               |                  |    |                      |                      |                      |                      |                      |
| 1995-1996 | Dogues de Bordeaux            | Division 1   | 23 | 10               | 6                | 16               | 32               |                  |    |                      |                      |                      |                      |                      |
| 1995-1996 | Dogues de Bordeaux            | Ligue Magnus | 32 | 11               | 10               | 21               | 40               | 11               | 0  | 1                    | 1                    | 4                    |                      |                      |
| 1997-1998 | Dogues de Bordeaux            | Ligue Magnus | 35 | 12               | 11               | 23               | 18               |                  |    |                      |                      |                      |                      |                      |
| 1998-1999 | Anglet Hormadi Élite          | Ligue Magnus | 25 | 1                | 6                | 7                | 24               |                  |    |                      |                      |                      |                      |                      |
| 1999-2000 | Anglet                        | Ligue Magnus | 35 | 3                | 7                | 10               | 5                |                  |    |                      |                      |                      |                      |                      |
| 2000-2001 | Ducs d'Angers                 | Ligue Magnus | -- | 7                | 8                | 15               | --               |                  |    |                      |                      |                      |                      |                      |
| 2001-2002 | Brûleurs de Loups de Grenoble | Ligue Magnus | 36 | 7                | 15               | 22               | 18               |                  |    |                      |                      |                      |                      |                      |
| 2002-2003 | Albatros de Brest             | Ligue Magnus | 20 | 1                | 4                | 5                | 8                |                  |    |                      |                      |                      |                      |                      |
| 2003-2004 | Brest                         | Ligue Magnus | 16 | 0                | 1                | 1                | 0                | 5                | 0  | 0                    | 0                    | 0                    |                      |                      |
| 2004-2005 | Brest                         | Division 3   | -- | --               | --               | --               | --               | --               | -- | --                   | --                   | --                   |                      |                      |
| 2005-2006 | Brest                         | Division 3   | -- | --               | --               | --               | --               | --               | -- | --                   | --                   | --                   |                      |                      |
| 2006-2007 | Brest                         | Division 2   | 28 | 15               | 31               | 46               | 42               |                  |    |                      |                      |                      |                      |                      |
| 2007-2008 | Brest                         | Division 2   | 15 | 5                | 18               | 23               | 8                | 4                | 2  | 1                    | 3                    | 0                    |                      |                      |

### En équipe nationale
| Année | Équipe     | Événement |   | PJ | B | A | Pts | Pun             |  | Résultat |
| 1993  | France Jr. | CE Jr. B  | 7 | 4  | 1 | 5 | 2   |                 |  |          |
| 1994  | France Jr. | CE Jr. B  | 5 | 0  | 1 | 1 | 4   |                 |  |          |
| 1995  | France Jr. | CM Jr. B  | 6 | 1  | 0 | 1 | 4   | Quatrième place |  |          |
| 1996  | France Jr. | CM Jr. B  | 5 | 1  | 0 | 1 | 4   | Septième place  |  |          |